# Клюкі (Лодзинське воєводство)
Клюкі (пол. Kluki) — село в Польщі, у гміні Клюки Белхатовського повіту Лодзинського воєводства.
Населення — 1069 осіб (2011).
У 1975-1998 роках село належало до Пйотрковського воєводства.

## Демографія
Демографічна структура станом на 31 березня 2011 року:
|          | Загалом | Допрацездатний вік | Працездатний вік | Постпрацездатний вік |
| -------- | ------- | ------------------ | ---------------- | -------------------- |
| Чоловіки | 531     | 123                | 366              | 42                   |
| Жінки    | 538     | 104                | 340              | 94                   |
| Разом    | 1069    | 227                | 706              | 136                  |